# مدينة سامسونج
مدينة سامسونج (بالكورية: 삼성타운) هي المقر الرئيس لمجموعة شركات تابعة لشركة سامسونج. يقع في سيوكو-جو بمدينة سول. وتخدم المدينة مجموعة سامسونج.
و تقع في الجزء الجنوب الغربي لمحطة مترو جانجنم. عند الخط الثاني. والمخرج 3 و 4
و تضم المجموعة شركات سامسونج للإلكترونيات، وسامسونج سي اند تي وسامسونج لخدمات التأمين. وتتألف المباني من 44، و 34، و 32، طابقاً على التوالي.